# Bursze
Bursze czyli Portret Pani Putyfarowèj (także Junacy lub Trzpioty, niem. Flotte Bursche) – jednoaktowa operetka Franza von Suppégo ogłoszona w 1863. Autorem libretta jest Joseph Braun.  

## Treść
Para zakochanych: Anton i Lieschen żalą się na swój ciężki los: Anton jest wprawdzie dziedzicem dużego majątku, lecz strzeże go jego opiekun - Hieronymus Geyer. Anton musi zatem opuścić ukochaną i udać się w podróż, a Lieschen - wyjść za mąż z rozsądku. Trzej studenci (Brand, Frinke i Fleck), słysząc przypadkowo te lamenty, postanawiają pomóc parze i obmyślają fortel. Jeden z nich przebiera się za włoskiego malarza, drugi za zamożnego lorda zainteresowanego zakupem jego obrazu za tysiąc talarów, a trzeci - za lokaja. Odgrywają scenę tak przekonująco, że Hieronymus Geyer kupuje nic nie warty portret pani Putyfarowej za 700 talarów, myśląc, że robi świetny interes. Pieniądze przekazują Antonowi i Lieschen, którzy mogą teraz bez przeszkód się pobrać.

## Burszew Polsce
Libretto przełożył na język polski Władysław Ludwik Anczyc. Utwór, z uwagi na walory sceniczne (prosta intryga, brak wysokich wymagań scenograficznych) cieszył się popularnością w zespołach teatrów prowincjonalnych, m.in. Pawła Ratajewicza i Anastazego Trapszy. Wystawiano go także Teatrze Polskim w Krakowie (1869). W XX w. nie był inscenizowany w polskich teatrach.